# ホルツェン
ホルツェン (ドイツ語: Holzen) は、ドイツ連邦共和国ニーダーザクセン州ホルツミンデン郡北部に位置する町村（以下、本項では便宜上「町」と記述する）であり、ザムトゲマインデ・エッシャースハウゼン＝シュタットオルデンドルフを構成する自治体の一つである。この町はイート山地とヒルス山地の峡谷に位置する。

## 歴史
石器時代の集落と犠牲の祭祀の跡がホルツェン近郊の高台から発掘されている。ローテシュタイン洞窟やその近隣の洞窟からの出土品はハノーファー州立博物館に展示されている。
ヴィカーナフェルトの入植地は1004年に「Rothe」という名で初めて文献に記録されている。これはホルツァー・ヒュッテ付近にあたる。この記録に基づき、ホルツェンはその創建を1004年と定め、2004年に千年祭を祝い、年代記を公刊した。
第二次世界大戦中の1944年9月からホルツェンにはブーヒェンヴァルト強制収容所の分所（暗号名: ヘヒト）があった。ここにはフォルクスワーゲンの主力組み立て工場である Minette GmbH が管轄する軍需品製造の地下工場があった。約500人ほどの強制労働従事者がここに収容されていた。1944年9月14日から1945年4月3日までブーヒェンヴァルト強制収容所の2番目の分所がホルツェンに近いエッシャースハウゼンに設けられていた。ここには2,000人ほどが収容された。収容者は「シュタイン社」（フォルクスワーゲン・ヴォルフスブルク工場の暗号名）で生産作業に従事させられた。1945年4月初めにブーヒェンヴァルト強制収容所の強制労働従事者は解放された。
ドイツ・アスファルトAGグルーベ・ハールマン (DASAG) は Minette GmbHの工場に製品を供給していた。トート機関の指導下で、1944年からイェーガー・プログラムのための工場が建設された。ホルツェン近郊のヒルスには、30以上の収容所に約1万人の強制労働従事者が収容されていた。

## 行政

### 首長
この町の第二次世界大戦後の歴代町長を列記する。
- 1946年 - 1952年: ヴァルター・マルクヴォールト (SPD)
- 1952年 - 1956年: ヘルマン・メイヤー
- 1956年 - 1961年: ヴァルター・マルクヴォールト
- 1961年 - 1964年: オットー・リッターブッシュ (SPD)
- 1964年 - 1973年: フリードリヒ・ナーゲル (SPD)
- 1973年 - 1981年: ヴォルフガング・パーゲル (SPD)
- 1981年 - 2001年: ヘルベルト・シュロッター (SPD)
- 2001年 - 2016年: ヘルムート・アルムス (SPD)
- 2016年 - : ジルケ・ハーゲ (WGH)

### 議会
この町の議会は9議席からなる。

## 文化と見所

### 演劇
年に1度公民館で上演される低地ドイツ語によるアマチュア劇団の公演がこの町に文化的な味わいを添えている。

### 音楽
ラルス・ベーカーが率いるブラス・アンサンブル、ポザウネンコール・ホルツェンは2010年に創立60周年を祝った。彼らの主な活動はエッシャースハウゼン牧師管区全域の教会行事に同行することである。しかし、活動はそれだけに留まらず、祭、クリスマスマーケットやコンサートなどでも演奏の機会を持つ。その広いレパートリーは、賛美歌作品やクラシック音楽から現代曲、民謡、マーチ等までを含む。若い指揮者のオリジナル作品も好評を博している。

### 公園
ホルツェン近郊には整備された遊歩道があり、これをたどって旧強制収容所関連施設の一部を見学することができる。ほとんど瓦礫の中にかつての建物の基礎壁だけが遺っている。もう1つの見所はヒルスの戦争記念碑である。かつてこの記念碑を飾っていた鷲の像は1990年代に盗まれ、それ以降行方不明になっている。

### 自然文化財
イート山のロッククライムの岩山と洞窟。

### 経済と社会資本
ホルツェン近郊ヒルスのドイツ・アスファルトAGは、天然アスファルト採掘を行っているドイツで最後の企業である。この他に、2つの家具製造所、ワイン醸造業者、パン屋が営業している。また、2軒の専業農家がある。
旧国防軍空軍基地の跡地にあるイート（ホルツェン）兵役代替社会奉仕学校は、集落から離れているが、この町に属している。しかしホルツェンからこの学校へ直接入る道路はなく（シュタットオルデンドルフ経由で迂回する）、受講者の多くがこの町で道に迷うことになる。

## 引用
1. ↑  Landesamt für Statistik Niedersachsen, LSN-Online Regionaldatenbank, Tabelle A100001G: Fortschreibung des Bevölkerungsstandes, Stand 31. Dezember 2023